# 경고비
경고비(警告碑)는 인천광역시 강화군 불은면 덕성리에 있는 비석이다. 1986년 4월 1일 강화군의 향토유적 제9호로 지정되었다.

## 개요
조선 고종 4년(1867년) 흥선대원군의 명으로 강화 덕진첨사가 건립한 것으로 개화기에 외국 선박의 출입을 통제하겠다는 척화의 의지를 담고 있는 비석이다.
비석의 크기는 높이 147cm, 너비 54.5cm, 두께 28cm로 정면에는 "해문방수타국선신물과"(海門防守他國船愼勿過, 바다의 관문을 지키고 있기에 외국 선박은 통과할 수 없다.)라고 각인되어 있다.
인천광역시 강화군 강화읍 갑곶리에 위치한 강화전쟁박물관에는 경고비의 복제품이 전시되어 있다.

## 같이 보기
- 척화비